# Japansk idol
En japansk idol (アイドル, aidoru) är en kändis med vidsträckt popularitet och berömmelse i Japan.
Termen refererar främst till kvinnor i sena tonåren som uppnår berömmelse främst genom publicitet i massmedia. Till samma kategori hör pojkidolerna som skapas av Johnny's Jimusho - den idolagentur som står bakom majoriteten av alla stora pop-pojkband i Japan, till exempel News, som figurerade i den svenska musikdokumentären Tokyo superstars (2007), KAT-TUN och Arashi. Andra manliga artister såsom Masahiro Nakai (aka "Nakai-kun") från sånggruppen SMAP räknas också vanligtvis in i listan över "idols". Japanska idoler är övervägande sångare och skådespelare, likväl som modeller (i fallet kvinnor) för herrmagasin som Friday och Shūkan Gendai. Några av de framträder också som TV-personligheter.
En som använt sig av begreppet är science fiction-författaren William Gibson i sin Bridge-trilogi, där en av böckerna bär företeelsens namn Idoru, en titel vars uttal kräver lite eftertanke.

## Kända japanska idoler
- Momoe Yamaguchi
- Seiko Matsuda
- Reon Kadena

### Idolgrupper

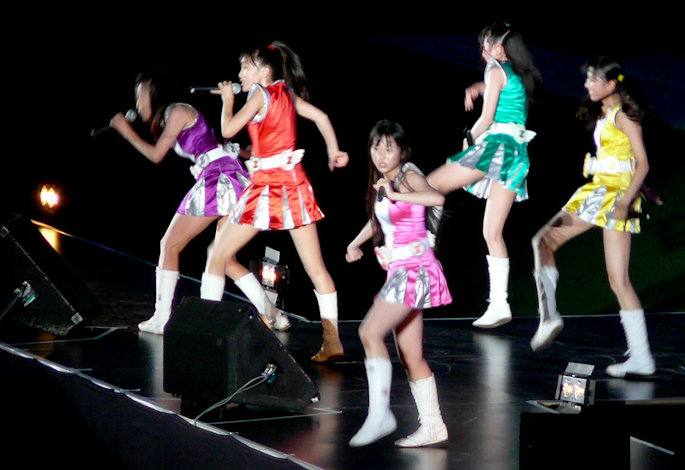
Momoiro Clover Z

Stardust Promotion
- Momoiro Clover Z

AKS
- AKB48

Hello! Project
- Morning Musume
- Berryz Kobo
- Cute
- S/mileage

Johnny & Associates
- Arashi
- Kanjani8
- KAT-TUN
- Kinki Kids
- News
- SMAP

Andra
- Candies

## Missuppfattningar
- Ayumi Hamasaki — Hon var idol i mitten av 90-talet, men utan framgång. Hon gjorde därefter karriär som sångare-låtskrivare.

## Alternative idol
På 2010-talet började idolvärlden utvidga sig utanför massmedia också. Flera artister och grupper började experimentera med andra musikstilar än bara pop musik. Alla dessa skulle kunna samlas under begreppet alt-idol ("alternative idol") men genren betecknas även som dark idol eller chika idol. De flesta av dessa grupper eller artister har ett mindre antal, oftast mer lokala följare. Mest känd i genren är dock BabyMetal som spelar metal, medan en grupp som BIS har använt en egen identitet som kan kännetecknas som anti-idol. Även grupper som BiSH och PassCode har blivit stora i genren, medan vissa mer nischade grupper som Necronomidol, 2&, Garuda och Yanakoto Sotto Mute har hunnit turnera utomlands.